# Arthur Lora
Arthur Lora (comuna de Valdagno, Vèneto (Itàlia), 11 de març, 1903 - Santa Bàrbara, Califòrnia (Estats Units), 28 de novembre, 1992), va ser un flautista i professor de música nord-americà d'origen italià. Germà del compositor Antonio Laura.
El 1907, ell i la seva família es van traslladar als Estats Units, on va viure primer a Rhode Island, i a partir de 1916 a Nova York. El 1919/1923 Va estudiar a la Juilliard School, amb Georges Barrère. A partir de 1926, va treballar com a ajudant a la classe de Barrère, que depenia molt de la Laura pel seu gran compromís amb els concerts i els temes organitzatius. Després de la mort de Barrère el 1944, va impartir classe de flauta durant tres dècades més. Segons els records de la seva alumna Nancy Toff, Laura va ensenyar als seus alumnes a adoptar un enfocament conscient i exploratori del treball que realitzaven i a comparar-ne les diferents edicions. Entre els seus alumnes hi ha, entre d'altres, Samuel Baron i Carol Vinzenz.
Al llarg dels anys 1920/30, va tocar en diverses orquestres de Nova York entre 1937 i 1944. va ser la primera flauta de la "Metropolitan Opera Orchestra", 1948/1952, amb l'Orquestra Simfònica de la NBC, i el 1955 va participar en la gira de l'Extrem Orient de la seva successora, l'orquestra Simfònica de l'Aire. El 1949, es va convertir en el primer intèrpret (amb el pianista Leonid Hambro) de la sonatina d'Eldin Burton en guanyar el concurs del "New York Flute Club" per a la millor obra per a flauta.